# The People vs.
The People vs. — дебютний студійний альбом американського репера Trick-Trick, виданий лейблом Universal Motown Records 27 грудня 2005 р. Виконавчі продюсери: Trick-Trick та Саймон. Виконавчий співпродюсер: Ерік «NY» Нікс. Інтро містить фраґмент з фільму «Народ проти» (англ. «The People vs.»).
Реліз присвячено пам'яті Рози Паркс, Шона «Click-Click» Маккінні, Стенлі «MC Reedy» Вільямса, Тайрана «Manny Man» Пойнтера, Роджера «Rowdy Ro» Паттерсона й Енн Мюррей. У записі платівки взяли участь Емінем, Proof, Обі Трайс та ін.

## Список пісень
| #   | Назва                                       | Продюсер(и)                         | Тривалість |
| --- | ------------------------------------------- | ----------------------------------- | ---------- |
| 1.  | «Intro»                                     | Trick-Trick                         | 1:15       |
| 2.  | «M-1»                                       | Trick-Trick                         | 4:02       |
| 3.  | «Welcome 2 Detroit» (з участю Eminem)       | Eminem; Luis Resto (дод. продакшн)  | 4:45       |
| 4.  | «My Name Is Trick Trick»                    | Trick-Trick                         | 3:49       |
| 5.  | «Attitude Adjustment» (з участю Jazze Pha)  | Jazze Pha                           | 3:46       |
| 6.  | «Big Mistake» (з участю Mr. Porter)         | Mr. Porter                          | 4:34       |
| 7.  | «No More to Say» (з участю Eminem та Proof) | Eminem; Trick-Trick (дод. продакшн) | 3:55       |
| 8.  | «Leave Your Past»                           | Trick-Trick                         | 4:24       |
| 9.  | «Lady (Let You Go)»                         | Trick-Trick                         | 5:10       |
| 10. | «Let's Roll» (з участю Mr. Porter)          | Mr. Porter                          | 3:55       |
| 11. | «Get Bread»                                 | Trick-Trick                         | 4:40       |
| 12. | «Sucha»                                     | Trick-Trick                         | 3:56       |
| 13. | «War» (з участю Obie Trice)                 | Trick-Trick                         | 4:26       |
| 14. | «What da Fuck» (з участю Miz Korona)        | Trick-Trick                         | 4:29       |
| 15. | «Let's Scrap» (з участю Diezel)             | Trick-Trick                         | 4:03       |
| 16. | «Head Bussa»                                | Trick-Trick                         | 4:41       |

## Чартові позиції
| Рік  | Альбом         | Найвища позиція | Найвища позиція    | Найвища позиція           |
| ---- | -------------- | --------------- | ------------------ | ------------------------- |
| Рік  | Альбом         | США             | US Top Heatseekers | US Top R&B/Hip-Hop Albums |
| 2006 | The People vs. | 115             | 1                  | 40                        |